# Казарновский, Пётр Алексеевич
Пётр Алексе́евич Казарно́вский (род. 5 августа 1969, Ленинград) — российский литературовед, литературный критик, поэт; педагог. Исследователь русского авангарда, публикатор и исследователь текстов Леонида Аронзона, Павла Зальцмана, А. Ника. Один из составителей (совместно с Ильёй Кукуем и Владимиром Эрлем) фундаментального двухтомного собрания произведений Леонида Аронзона.

## Биография
Пётр Казарновский родился 5 августа 1969 года в Ленинграде. В 1992 году окончил филологический факультет Российского государственного педагогического университета имени А. И. Герцена. Диплом о творчестве Леонида Аронзона защитил под руководством Владимира Альфонсова. Однокурсником Казарновского был будущий литературовед Илья Кукуй.
В 1997 году при содействии Ильи Кукуя в Германии была выпущена первая книга стихов и прозы Казарновского тиражом 10 экземпляров. Следующая, уже официальная, публикация Казарновского состоялась в 2002 году. Публиковался в России, Австрии, Франции, США, Сербии.
Вместе с Александром Горноном, Павлом Байковым и Валерием Кисловым входил в поэтическую группу «и Ко».
В 2012 в мадридском издательстве Михаила Евзлина Ediciones del Hebreo Errante была выпущена небольшая книга экспериментальных текстов Казарновского «Нужное зачеркнуть», художником которой выступил Борис Констриктор.
Следующая книга Казарновского, «Черепаха», вышла в 2013 году в Петербурге с рисунками Артура Молева.
Как поэт публиковался в журналах «Футурум АРТ», «Зинзивер», «АКТ» и др.
Как исследователь и публикатор Казарновский участвовал в подготовке текстов Леонида Аронзона, Павла Зальцмана, А. Ника. Принимал участие с научными докладами в международных конференциях. Составитель (совместно с Ильёй Кукуем и Владимиром Эрлем) фундаментального двухтомного собрания произведений Леонида Аронзона.
Валерий Шубинский на выход двухтомника Леонида Аронзона («именно Аронзон <…> открыл для двух поколений поэтов пути, альтернативные пути Бродского, и, возможно, в некоторых отношениях более плодотворные») писал:
Главное, что делает двухтомник событием и заставляет сказать спасибо его составителям, — тексты, выверенные по рукописям (а не по машинописным копиям, пусть и авторизованным, как это имело место в предыдущих изданиях), с ранними редакциями и вариантами. <...>  Благодаря проделанной ими огромной работе у нас появилась возможность для углублённого, итогового взгляда на творчество Аронзона.
Работает учителем русского языка и литературы высшей категории в санкт-петербургской школе № 29 (с углублённым изучением французского языка и права).